# Orthodontium gracile
Orthodontium gracile är en bladmossart som beskrevs av Schwaegrichen och B.S.G. 1844. Orthodontium gracile ingår i släktet Orthodontium och familjen Bryaceae. Inga underarter finns listade i Catalogue of Life.